# Megachile argentina
Megachile argentina är en biart som beskrevs av Heinrich Friese 1906. Megachile argentina ingår i släktet tapetserarbin, och familjen buksamlarbin. Inga underarter finns listade i Catalogue of Life.